# Roupala pseudocordata
Roupala pseudocordata là một loài thực vật có hoa trong họ Quắn hoa. Loài này được Pittier miêu tả khoa học đầu tiên năm 1923.